# Potoooooooo
Potoooooooo ou Pot-8-Os est un cheval de course Pur-sang, né en 1773 et mort en novembre 1800, ayant gagné une trentaine de courses avant de devenir un reproducteur.

## Origines
Potoooooooo (également connu sous les noms Pot-8-Os, Pot8Os, Pot8O's et Pot 8 Os) est un cheval de robe alezane mis au monde par Willoughby Bertie, 4e comte d'Abingdon, en 1773. Il a pour géniteur le cheval de course invaincu Eclipse. Il s'agit du premier poulain de Sportsmistress, elle-même issue de Warren's Sportsman,.
Plusieurs versions concernant l'origine de son nom sont répandues. Selon l'une d'elles, Abingdon demanda au palefrenier d'inscrire sur la mangeoire de son cheval le nom Potato qu'il lui avait choisi. Le palefrenier l'écrivit « Potoooooooo » (« Pot » suivi de huit « o », « pot eight o » se prononçant comme « potato » en anglais), amusant Abingdon qui l'adopta en conséquence. La base de données equineline.com du Jockey Club (en) utilise « Pot8O's » quand le General Stud Book retient « Potoooooooo ».

## Palmarès
Potoooooooo concourt entre 1776 et 1783, remportant entre 28 et 34, courses sur un total estimé de quarante participations.